# Adžići
Adžići je naseljeno mjesto u sastavu općine Bosanska Gradiška, Republika Srpska, BiH.

## Stanovništvo
| Adžići             |              |
| Godina popisa      | 1991.        |
| Srbi               | 103 (91,96%) |
| Hrvati             | 8 (7,14%)    |
| Muslimani          | 0            |
| Jugoslaveni        | 1 (0,90%)    |
| ostali i nepoznato | 0            |
| ukupno             | 112          |